# Un jour tu verras...
Cet article concerne le roman policier de Mary Higgins Clark. Pour la chanson de Marcel Mouloudji, voir Un jour tu verras (chanson).
Un jour tu verras... (I'll Be Seeing You) est un roman policier de Mary Higgins Clark publié en 1993.
La traduction française du roman par Anne Damour est publiée la même année à Paris chez Albin Michel.